# Lista de episódios de O Negócio
O Negócio é uma série de televisão brasileira transmitida pela HBO Brasil, criada por Luca Paiva Mello e Rodrigo Castilho, e escrita por Fabio Danesi, Camila Raffanti e Alexandre Soares Silva. Conta com Rafaela Mandelli, Juliana Schalch e Michelle Batista como as protagonistas da série.
A série conta com a produção da HBO Latin America em parceria com a Mixer. A primeira temporada estreou em 18 de agosto de 2013. Em setembro de 2013, a série foi renovada para sua segunda temporada, que estreou em 24 de agosto de 2014. Em 27 de abril de 2015, foi anunciada a terceira temporada de O Negócio. A estreia da terceira temporada foi confirmada para 24 de abril de 2016. Em 14 de novembro de 2016, foi oficialmente anunciada a quarta temporada de O Negócio, que estreou em 18 de março de 2018.
A Serie é exibida no Brasil, Portugal, Estados Unidos, Argentina e México.
No dia 03 de Junho de 2018, o 51º e último episódio de O Negócio foi ao ar com 67 minutos de duração, dando encerramento à série com 6 anos de produção.

## Resumo
| Temporada | Temporada | Episódios | Exibição original    | Exibição original      |
| Temporada | Temporada | Episódios | Estreia da temporada | Final da temporada     |
| --------- | --------- | --------- | -------------------- | ---------------------- |
|           | 1         | 13        | 18 de agosto de 2013 | 10 de novembro de 2013 |
|           | 2         | 13        | 24 de agosto de 2014 | 16 de novembro de 2014 |
|           | 3         | 13        | 24 de abril de 2016  | 17 de julho de 2016    |
|           | 4         | 12        | 18 de março de 2018  | 3 de junho de 2018     |

## Episódios

### Primeira temporada (2013)
O Negócio - Primeira Temporada: A série O Negócio conta a história de Karin, Luna e Magali, três mulheres lindas e inteligentes que se unem com o objetivo de revolucionar sua profissão. Sem perspectivas de crescimento na carreira, elas têm uma visão: se por trás de todos os produtos existe uma estratégia de marketing, por que não aplicar essas mesmas técnicas à profissão mais antiga do mundo? Karin, Luna e Magali são garotas de programa, mas estão prestes a se tornar mulheres de negócio.
| #  | Título               | Exibição               |
| -- | -------------------- | ---------------------- |
| 1  | "Visão"              | 18 de agosto de 2013   |
| 2  | "Venda Casada"       | 25 de agosto de 2013   |
| 3  | "Focus Groups"       | 1 de setembro de 2013  |
| 4  | "Overbooking"        | 8 de setembro de 2013  |
| 5  | "Tudo Sobre Karin"   | 15 de setembro de 2013 |
| 6  | "Compra por Impulso" | 22 de setembro de 2013 |
| 7  | "Turnaround"         | 29 de setembro de 2013 |
| 8  | "Reposicionamento"   | 6 de outubro de 2013   |
| 9  | "Luna"               | 13 de outubro de 2013  |
| 10 | "Share of Heart"     | 20 de outubro de 2013  |
| 11 | "Brand Equity"       | 27 de outubro de 2013  |
| 12 | "Fidelização"        | 3 de novembro de 2013  |
| 13 | "Share of Wallet"    | 10 de novembro de 2013 |

### Segunda temporada (2014)
O Negócio - Segunda Temporada: As estratégias de marketing utilizadas na empresa de Karin, Magali e Luna foram tão eficazes que a marca já é símbolo de status no mercado. Mas a Oceano Azul tem desafios pela frente, e as sócias vão ter que combater a pirataria e inovar.
Um clube será inaugurado, ponto de encontro para fechar negócios e muita diversão.
Em 13 episódios, o clima é de muita sedução e ação, com novos personagens, intrigantes ramificações e conflitos na história.
| #  | Título                  | Exibição               |
| -- | ----------------------- | ---------------------- |
| 1  | "Pirataria"             | 24 de agosto de 2014   |
| 2  | "Por Que Não?"          | 31 de agosto de 2014   |
| 3  | "Acordo"                | 7 de setembro de 2014  |
| 4  | "Justiça"               | 14 de setembro de 2014 |
| 5  | "Bingo"                 | 21 de setembro de 2014 |
| 6  | "Liberdade"             | 28 de setembro de 2014 |
| 7  | "Business Plan"         | 5 de outubro de 2014   |
| 8  | "Areia Movediça"        | 12 de outubro de 2014  |
| 9  | "Dia dos Namorados"     | 19 de outubro de 2014  |
| 10 | "Greve"                 | 26 de outubro de 2014  |
| 11 | "Por Trás das Máscaras" | 2 de novembro de 2014  |
| 12 | "Private Equity Fund"   | 9 de novembro de 2014  |
| 13 | "Marca Registrada"      | 16 de novembro de 2014 |

### Terceira temporada (2016)
O Negócio - Terceira Temporada: Composta por 13 episódios, a nova temporada começa cerca de 2 anos depois com as três amigas mais ricas e mais poderosas. Porém, mesmo seguindo caminhos separados, elas terão de se unir novamente para enfrentar dificuldades que ameaçam tirá-las do mercado.
| #  | Título                    | Exibição            |
| -- | ------------------------- | ------------------- |
| 1  | "Chief Executive Officer" | 24 de abril de 2016 |
| 2  | "Biografia"               | 1 de maio de 2016   |
| 3  | "Mia"                     | 8 de maio de 2016   |
| 4  | "Valor"                   | 15 de maio de 2016  |
| 5  | "O Amigo"                 | 22 de maio de 2016  |
| 6  | "Pela Primeira Vez"       | 29 de maio de 2016  |
| 7  | "Concorrência Desleal"    | 5 de junho de 2016  |
| 8  | "Separação"               | 12 de junho de 2016 |
| 9  | "Despedida"               | 19 de junho de 2016 |
| 10 | "O Que a Karin Faria"     | 26 de junho de 2016 |
| 11 | "Ariel"                   | 3 de julho de 2016  |
| 12 | "Reserva de Mercado"      | 10 de julho de 2016 |
| 13 | "Business Game"           | 17 de julho de 2016 |

### Quarta temporada (2018)
O Negócio - Quarta temporada: Produzida no Brasil, O Negócio é protagonizada por Rafaela Mandelli, Juliana Schalch, Michelle Batista e Aline Jones. Nesta quarta e última temporada da série original da HBO, Karin (Mandelli) decide tornar a sua história pública para combater o preconceito contra as garotas de programa. Para isso, enfrentará a oposição dos setores mais conservadores aos direitos das mulheres e aos grupos marginalizados da sociedade de modo geral.
| #  | Título                      | Exibição            |
| -- | --------------------------- | ------------------- |
| 1  | "Reposicionamento Familiar" | 18 de março de 2018 |
| 2  | "Confronto"                 | 25 de março de 2018 |
| 3  | "Revanche"                  | 1 de abril de 2018  |
| 4  | "Guerra De Imagem"          | 8 de abril de 2018  |
| 5  | "Medo, Pecado E Desejo"     | 15 de abril de 2018 |
| 6  | "Fãs"                       | 22 de abril de 2018 |
| 7  | "Acordo"                    | 29 de abril de 2018 |
| 8  | "Resistência"               | 6 de maio de 2018   |
| 9  | "Armadilha"                 | 13 de maio de 2018  |
| 10 | "Hipocrisia"                | 20 de maio de 2018  |
| 11 | "Inocência"                 | 27 de maio de 2018  |
| 12 | "Destruição"                | 3 de junho de 2018  |

### Especiais
| #  | Título                                     | Exibição                |
| -- | ------------------------------------------ | ----------------------- |
| 01 | "O Negócio: Os Segredos Por Trás Da Série" | 14 de agosto de 2013    |
| 02 | "O Negócio: Os Segredos Da Nova Temporada" | 20 de agosto de 2014    |
| 03 | "O Negócio: A Nova Cara Da Sedução"        | 20 de abril de 2016     |
| 04 | "O Negócio: A Cartada Final"               | 25 de fevereiro de 2018 |